# Natick (Massachusetts)
Natick é uma vila localizada no condado de Middlesex no estado estadounidense de Massachusetts. No Censo de 2010 tinha uma população de 33.006 habitantes e uma densidade populacional de 798,48 pessoas por km².

## Geografia
Natick encontra-se localizado nas coordenadas 42° 17′ 05″ N, 71° 20′ 56″ O. Segundo o Departamento do Censo dos Estados Unidos, Natick tem uma superfície total de 41.34 km², da qual 38.73 km² correspondem a terra firme e (6.31%) 2.61 km² é água.

## Demografia
Segundo o censo de 2010, tinha 33.006 pessoas residindo em Natick. A densidade populacional era de 798,48 hab./km². Dos 33.006 habitantes, Natick estava composto pelo 87.32% brancos, o 2.1% eram afroamericanos, o 0.13% eram amerindios, o 7.23% eram asiáticos, o 0.03% eram insulares do Pacífico, o 1.18% eram de outras raças e o 2.01% pertenciam a duas ou mais raças. Do total da população o 3.01% eram hispanos ou latinos de qualquer raça.